# Querol (kommunhuvudort)
Querol är en kommunhuvudort i Spanien.   Den ligger i provinsen Província de Tarragona och regionen Katalonien, i den östra delen av landet, 400 km öster om huvudstaden Madrid. Querol ligger 537 meter över havet och antalet invånare är 327.
Terrängen runt Querol är huvudsakligen kuperad, men åt sydväst är den platt. Runt Querol är det glesbefolkat, med 9 invånare per kvadratkilometer. Närmaste större samhälle är Valls, 19,5 km sydväst om Querol. 